# فضل رقاشی
فضل بن عبدالصمد رقاشی (؟ -۸۱۵م) شاعر عراقی ایرانی‌اصل در سدهٔ دوم هجری بود. خاستگاهش ری و زادهٔ بصره بود. به بغداد درآمد و به مدح خلفا و بزرگان پرداخت. به‌ویژه برمکیان را مدح نمود. پس از برافتادن برمکیان، همچنان به وفای آنان ماند و به رثای آنان می‌سرود. پس از درگذشت هارون‌الرشید به خراسان رفت و به طاهر بن حسین پیوست و تا پایان عمر به خدمت او بود. او را شاعری در طبقهٔ ابونواس می‌دانند. میان او و محمد بن امیه بصری بُغض و مهاجات بوده‌است.